# Macrocranion

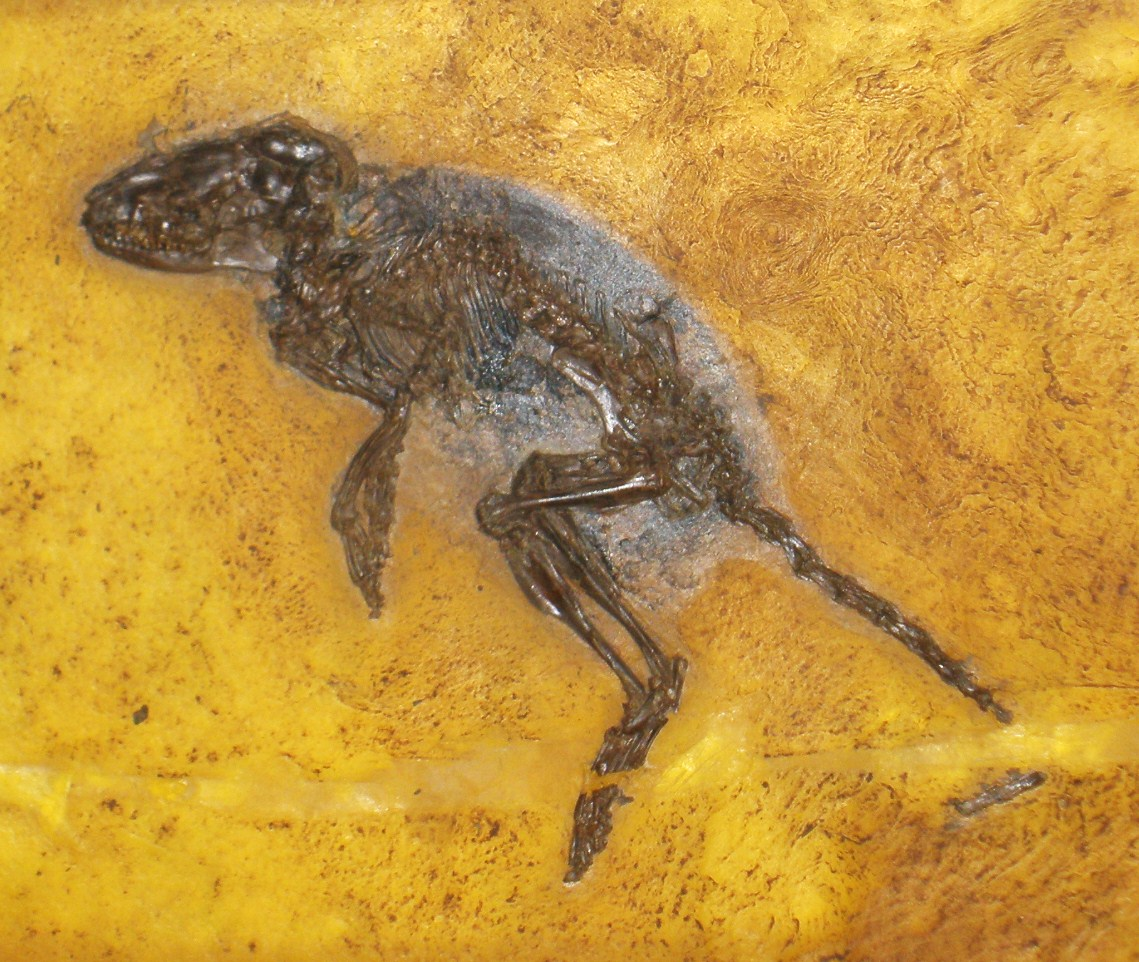
Fósil de M. tupaiodon.

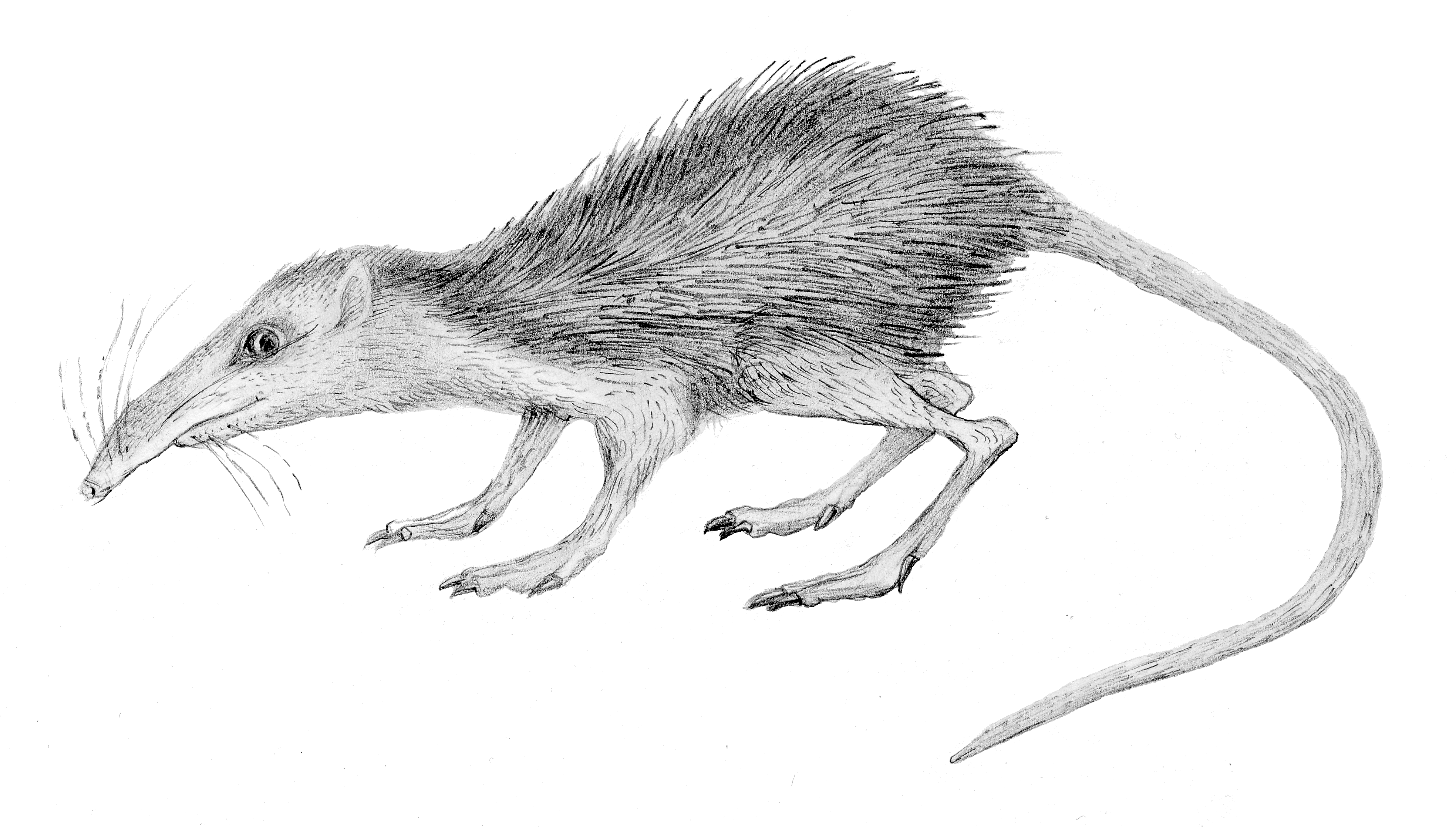
Recreación de M. tenerum.

Macrocranion es un género extinto de mamífero que vivió durante la época del Eoceno en Europa y en América del Norte. Fósiles excepcionales se han encontrado en el yacimiento de Messel en Alemania. Las especies de Macrocranion son descritas con frecuencia como depredadores del suelo de los bosques, con un tamaño comparable al de ardillas pequeñas pero con extremidades más largas.
El género está representado en el yacimiento de Messel por dos especies: 
- M. tupaiodon tenía una cubierta de pelo lanudo. Aunque es posible que fuera omnívoro, los restos fósiles de un ejemplar indican que había consumido peces cerca del momento de su muerte. Este animal pequeño medía aproximadamente quince centímetros de longitud, con largas patas traseras que lo harían capaz de desarrollar una considerable velocidad.

- El fósil de M. tenerum mide cinco centímetros de longitud. Esta especie también poseía patas largas para moverse rápidamente, pero su pelo incluía una protección de espinas. Las patas largas, sin embargo, indican que el animal no pudo haberse enrollado de manera efectiva para defendese. Restos fosilizados del contenido estomacal muestran que la dieta de M. tenerum incluía hormigas, por lo que debió haber sido un insectívoro.

Las especies más antiguas conocidas son M. vandebroeki de la transición entre el Paleoceno y el Eoceno del norte de Europa y M. junnei del Wasatchiense (Eoceno inferior) de Wyoming, Estados Unidos.